# Mehdi Tahrat
Mehdi Tahrat (en arabe : مهدي طاهرت), né le 24 janvier 1990 à Meudon dans les Hauts-de-Seine, est un footballeur algéro-français qui représente l'équipe d'Algérie au niveau international. Il évolue au poste de défenseur central à Kanchanaburi Power (en).

## Biographie

### Jeunesse et famille
Mehdi Tahrat est né le 24 janvier 1990 à Meudon dans les Hauts-de-Seine en France. La famille de Mehdi est originaire du village Aït-Amara (commune d'Akfadou) en Algérie. Lorsque son père naît en France, il est inscrit à l'état civil sous le nom de « Jean ». Lors de son retour en Algérie, celui-ci retrouve le nom de famille « Tahrat ».

### Carrière en club

#### Débuts
Il est conseiller bancaire lorsqu'il est repéré par le LOSC lors d'une détection organisée par le club nordiste en 2012. Il évolue alors en CFA2 à Sainte-Geneviève-des-Bois, où il se révèle. Testé également par le Stade lavallois, il choisit le LOSC. Comparé, par son parcours, à Adil Rami, il s'impose comme un pilier de la réserve. Il ne voit néanmoins pas son avenir dans le Nord à un poste bouché en équipe première (derrière Marko Baša, Simon Kjær, David Rozehnal et Adama Soumaoro), qui plus est quand on ne lui propose pas de le tester à Mouscron à l'hiver 2013 alors que le club satellite du LOSC cherche un défenseur. Il refuse alors un contrat professionnel et décide de rejoindre le Paris FC le 10 juillet 2014, en National.

#### Paris FC

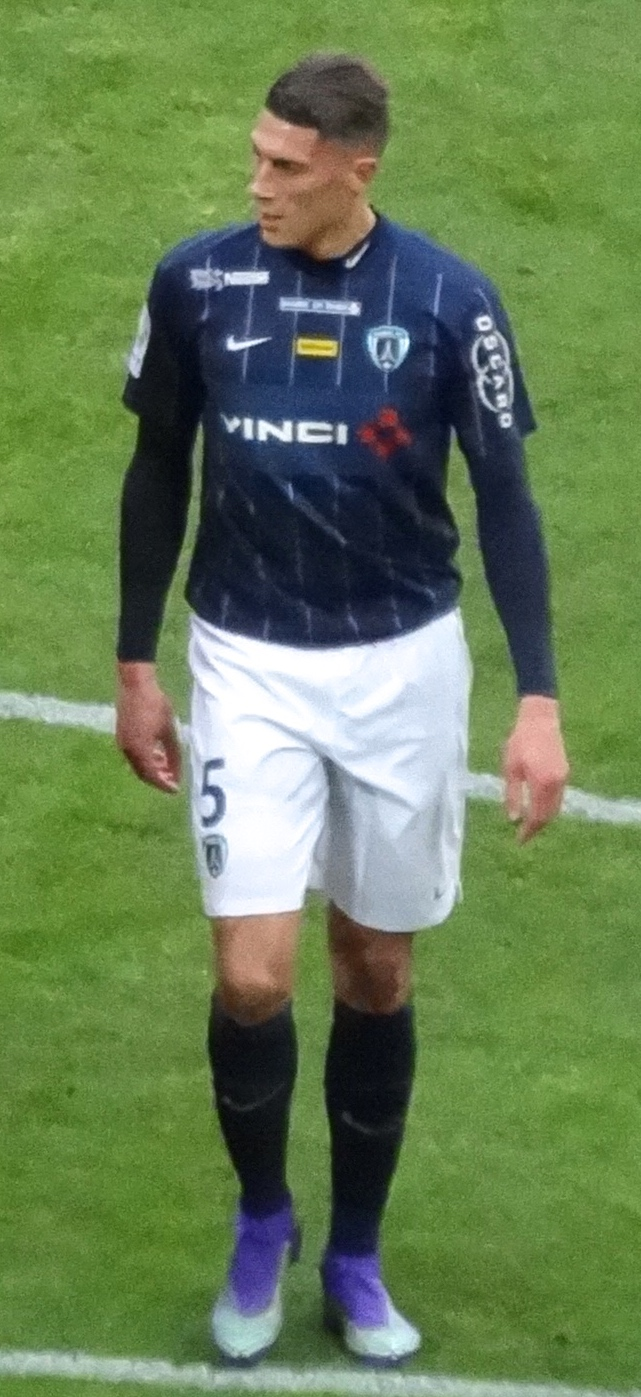
Tahrat sous le maillot de Paris FC en 2016.

Après une saison pleine, avec 33 matches disputés et deux buts marqués, il accède avec son club à la Ligue 2. À l’issue de sa première année à Paris, il est élu joueur de la saison par les supporters. En championnat, Denis Renaud puis Jean-Luc Vasseur l'installent au poste de milieu défensif où il peut faire apprécier sa qualité de relance. Il est auteur du premier but du club lors de la saison 2015-2016 contre le Stade lavallois au stade Charléty. Auteur de très belles performances en fin de saison avec Paris, il inscrit quatre buts dont un but contre le Racing Club de Lens qui permet à son équipe d'arracher la victoire.

#### Red Star puis Angers SCO
En juin 2016, après la relégation du Paris FC en National, il signe trois ans avec un autre club d'Île-de-France : le Red Star.
Il joue son premier match contre l'AJ Auxerre et son club parvient à obtenir un nul (0-0). Il joue les cinq premières rencontres de Ligue 2 et une en coupe de la Ligue en tant que titulaire.
Pourtant, lors du dernier jour du mercato, il s'engage avec le Angers SCO le 31 août 2016. Il joue ses premières minutes contre Bordeaux. Le 22 septembre 2017, il est titulaire contre l'OGC Nice et son club arrache le nul chez les Aiglons.

#### Valenciennes FC
Très peu utilisé par son entraîneur Stéphane Moulin et en manque de temps de jeu, il est prêté en janvier 2018 au Valenciennes FC qui évolue en Ligue 2. Il marque son premier but contre Sochaux sur une passe de Lossémy Karaboué et permet à son équipe d'arracher le nul au stade du Hainaut. Il s'impose comme un titulaire indiscutable dans l'effectif de l'entraîneur Réginald Ray, participant à chacune des journées de championnat entre la 20e et la 38e journée,.

#### RC Lens

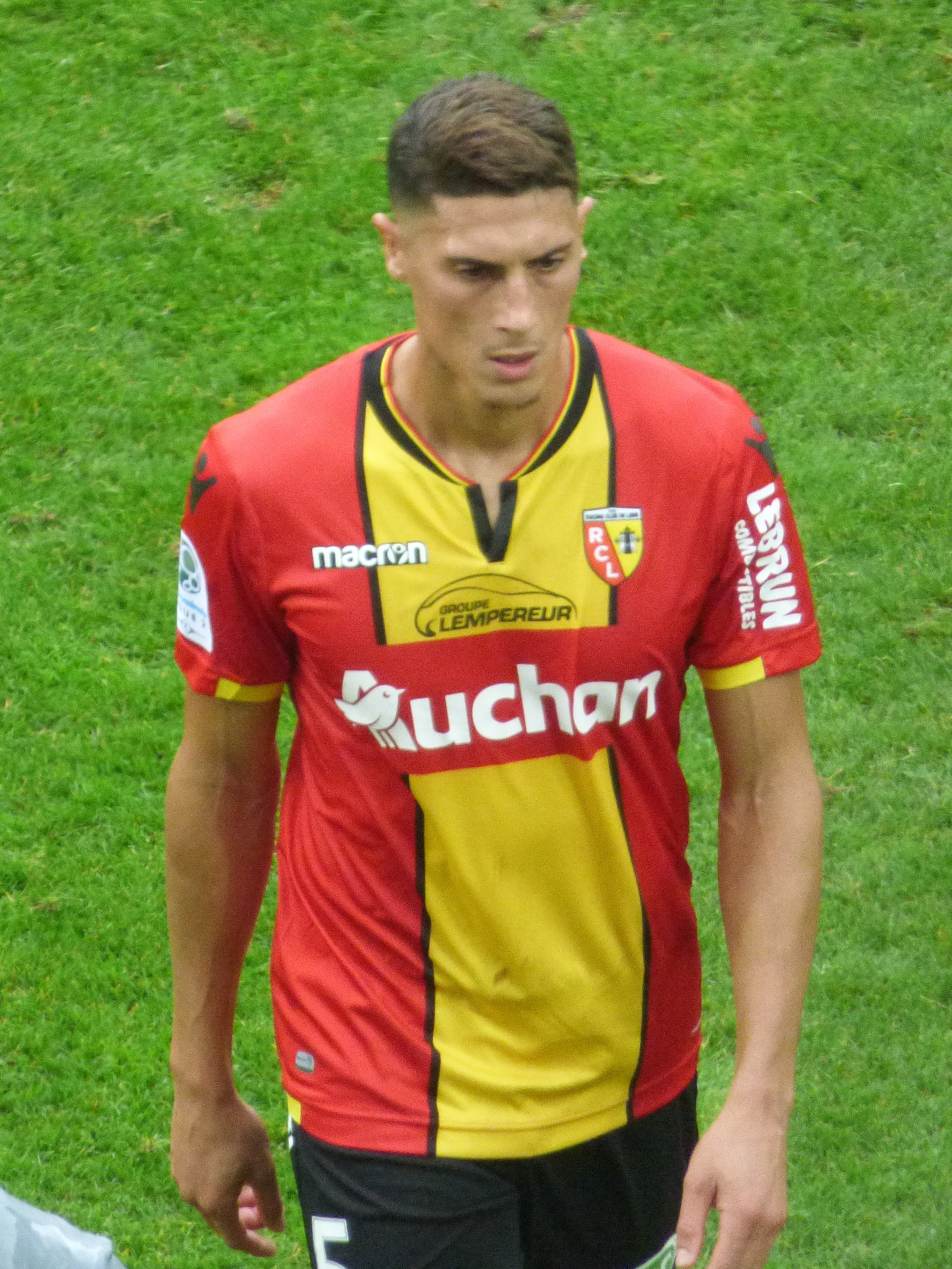
Tahrat sous le maillot du RC Lens en 2018.

Arrivé en provenance du SCO Angers en 2018, il s'impose dans la hiérarchie de la défense lensoise. Associé à Aleksandar Radovanovic, il participe au bon début de saison du club, sur le podium au terme de la phase aller. En janvier 2019, il est victime d’une rupture du ligament latéral interne au genou droit, rejoignant à l'infirmerie son comparse serbe, souffrant d’une rupture des ligaments croisés du genou contractée en décembre.
Il retrouve les terrains le 4 mai 2019 face à Clermont (36e journée, victoire 1-0). Le RC Lens terminant 5e du championnat, le club dispute les barrages de promotion. Mehdi Tahrat participe aux quatre rencontres mais ne peut empêcher la défaite fatale 3-1 face au Dijon FCO.

### Parcours en équipe nationale
Le 30 septembre 2015, il fait partie de la liste des 26 joueurs sélectionnés par le sélectionneur national Christian Gourcuff, dans le cadre des matchs amicaux face à la Guinée et au Sénégal les 9 et 13 octobre. Il honore sa première sélection en équipe nationale le 9 octobre 2015 contre la Guinée, où il commence la rencontre en tant que titulaire.
Mehdi Tahrat retrouve la sélection sous l'ère de Djamel Belmadi trois ans plus tard, le 9 septembre 2018, face à la Gambie à Banjul, dans le cadre des éliminatoires de la CAN 2019. Il joue l'intégralité de la rencontre dans l'axe central de la défense avec Ramy Bensebaini, le résultat final du match est (1-1). Le 12 octobre 2018, il est de nouveau titularisé lors du match Algérie-Bénin, à Blida, comptant pour les éliminatoires de la coupe d'Afrique des nations 2019. Comme dans le match précédent, il forme une paire gagnante avec son coéquipier Ramy Bensebaïni. Le sélectionneur algérien Djamel Belmadi dit de lui : "Je crois beaucoup en cette paire Bensebaïni-Tahrat". Score final : 2 à 0 en faveur de l'équipe d'Algérie.

## Statistiques

### En club
| Saison                | Club                   | Championnat           | Championnat | Championnat | Championnat | Coupe nationale | Coupe nationale | Coupe nationale | Coupe de la Ligue | Coupe de la Ligue | Coupe de la Ligue | Compétition(s) continentale(s) | Compétition(s) continentale(s) | Compétition(s) continentale(s) | Compétition(s) continentale(s) | Algérie | Algérie | Algérie | Total | Total | Total |
| Saison                | Club                   | Division              | M.          | B.          | P.d.        | M.              | B.              | P.d.            | M.                | B.                | P.d.              | Comp.                          | M.                             | B.                             | P.d.                           | M.      | B.      | P.d.    | M.    | B.    | P.d.  |
| 2014-2015             | Paris FC               | National              | 33          | 2           | 0           | 2               | 0               | 0               | -                 | -                 | -                 | -                              | -                              | -                              | -                              | -       | -       | -       | 35    | 2     | 0     |
| 2015-2016             | Paris FC               | Ligue 2               | 34          | 4           | 1           | 1               | 0               | 0               | 1                 | 0                 | 0                 | -                              | -                              | -                              | -                              | 2       | 0       | 0       | 38    | 4     | 1     |
| Sous-total            | Sous-total             | Sous-total            | 67          | 6           | 1           | 3               | 0               | 0               | 1                 | 0                 | 0                 | -                              | -                              | -                              | -                              | 2       | 0       | 0       | 73    | 6     | 1     |
| 2016-2017             | Red Star FC            | Ligue 2               | 5           | 0           | 0           | -               | -               | -               | 1                 | 0                 | 0                 | -                              | -                              | -                              | -                              | 0       | 0       | 0       | 6     | 0     | 0     |
| 2016-2017             | Angers SCO             | Ligue 1               | 7           | 0           | 0           | 1               | 0               | 0               | 1                 | 0                 | 0                 | -                              | -                              | -                              | -                              | -       | -       | -       | 9     | 0     | 0     |
| 2017-2018             | Angers SCO             | Ligue 1               | 7           | 0           | 0           | -               | -               | -               | 1                 | 0                 | 0                 | -                              | -                              | -                              | -                              | -       | -       | -       | 8     | 0     | 0     |
| Sous-total            | Sous-total             | Sous-total            | 14          | 0           | 0           | 1               | 0               | 0               | 2                 | 0                 | 0                 | -                              | -                              | -                              | -                              | -       | -       | -       | 17    | 0     | 0     |
| 2017-2018             | Valenciennes FC (prêt) | Ligue 2               | 19          | 1           | 0           | 1               | 0               | 0               | -                 | -                 | -                 | -                              | -                              | -                              | -                              | -       | -       | -       | 20    | 1     | 0     |
| 2018-2019             | RC Lens                | Ligue 2               | 24+2        | 2           | 0           | 1               | 0               | 0               | 1                 | 0                 | 0                 | -                              | -                              | -                              | -                              | 6       | 0       | 0       | 34    | 2     | 0     |
| 2019-2020             | Abha Club              | Saudi Pro League      | 25          | 2           | 1           | 4               | 0               | 0               | -                 | -                 | -                 | -                              | -                              | -                              | -                              | 1       | 0       | 0       | 30    | 2     | 1     |
| 2020-2021             | Abha Club              | Saudi Pro League      | 25          | 1           | 0           | 1               | 0               | 0               | -                 | -                 | -                 | -                              | -                              | -                              | -                              | 4       | 0       | 0       | 30    | 1     | 0     |
| Sous-total            | Sous-total             | Sous-total            | 50          | 3           | 1           | 5               | 0               | 0               | -                 | -                 | -                 | -                              | -                              | -                              | -                              | 5       | 0       | 0       | 60    | 3     | 1     |
| 2021-2022             | Al-Gharafa SC          | Qatar Stars League    | 18          | 1           | 0           | 5               | 0               | 0               | -                 | -                 | -                 | ACL                            | 6                              | 0                              | 0                              | 6       | 0       | 0       | 35    | 1     | 0     |
| 2022-2023             | Al-Gharafa SC          | Qatar Stars League    | 21          | 3           | 1           | 6               | 1               | 0               | -                 | -                 | -                 | -                              | -                              | -                              | -                              | -       | -       | -       | 27    | 4     | 1     |
| Sous-total            | Sous-total             | Sous-total            | 39          | 4           | 1           | 11              | 1               | 0               | -                 | -                 | -                 | -                              | 6                              | 0                              | 0                              | 6       | 0       | 0       | 62    | 5     | 1     |
| 2023-2024             | ESTAC Troyes           | Ligue 2               | 24          | 0           | 2           | 1               | 0               | 0               | -                 | -                 | -                 | -                              | -                              | -                              | -                              | -       | -       | -       | 25    | 0     | 2     |
| 2024-2025             | ESTAC Troyes           | Ligue 2               | 4           | 0           | 0           | -               | -               | -               | -                 | -                 | -                 | -                              | -                              | -                              | -                              | -       | -       | -       | 4     | 0     | 0     |
| Sous-total            | Sous-total             | Sous-total            | 28          | 0           | 2           | 1               | 0               | 0               | -                 | -                 | -                 | -                              | -                              | -                              | -                              | -       | -       | -       | 29    | 0     | 2     |
| Total sur la carrière | Total sur la carrière  | Total sur la carrière | 249         | 16          | 5           | 20              | 1               | 0               | 5                 | 0                 | 0                 | -                              | 6                              | 0                              | 0                              | 19      | 0       | 0       | 299   | 17    | 5     |

### En sélection nationale
| Saison                | Sélection             | Phases finales              | Phases finales | Phases finales | Phases finales | Éliminatoires CDM | Éliminatoires CDM | Éliminatoires CDM | Éliminatoires CAN | Éliminatoires CAN | Éliminatoires CAN | Matchs amicaux | Matchs amicaux | Matchs amicaux | Total | Total | Total |
| Saison                | Sélection             | Compétition                 | M              | B              | Pd             | M                 | B                 | Pd                | M                 | B                 | Pd                | M              | B              | Pd             | M     | B     | Pd    |
| --------------------- | --------------------- | --------------------------- | -------------- | -------------- | -------------- | ----------------- | ----------------- | ----------------- | ----------------- | ----------------- | ----------------- | -------------- | -------------- | -------------- | ----- | ----- | ----- |
| 2015-2016             | Algérie               | -                           | -              | -              | -              | 0                 | 0                 | 0                 | -                 | -                 | -                 | 2              | 0              | 0              | 2     | 0     | 0     |
| 2016-2017             | Algérie               | -                           | -              | -              | -              | 0                 | 0                 | 0                 | -                 | -                 | -                 | -              | -              | -              | 0     | 0     | 0     |
| 2018-2019             | Algérie               | CAN 2019                    | 2              | 0              | 0              | -                 | -                 | -                 | 4                 | 0                 | 0                 | 0              | 0              | 0              | 6     | 0     | 0     |
| 2019-2020             | Algérie               | -                           | -              | -              | -              | -                 | -                 | -                 | 0                 | 0                 | 0                 | 1              | 0              | 0              | 1     | 0     | 0     |
| 2020-2021             | Algérie               | -                           | -              | -              | -              | -                 | -                 | -                 | 2                 | 0                 | 0                 | 2              | 0              | 0              | 4     | 0     | 0     |
| 2021-2022             | Algérie               | Coupe arabe 2021 + CAN 2021 | 4+1            | 0              | 0              | 1                 | 0                 | 0                 | -                 | -                 | -                 | -              | -              | -              | 6     | 0     | 0     |
| Total sur la carrière | Total sur la carrière | Total sur la carrière       | 7              | 0              | 0              | 1                 | 0                 | 0                 | 6                 | 0                 | 0                 | 5              | 0              | 0              | 19    | 0     | 0     |

### Matchs internationaux
Le tableau suivant liste les rencontres de l'équipe d'Algérie dans lesquelles Mehdi Tahrat a été sélectionné depuis le 9 octobre 2015 jusqu'à présent.

## Palmarès

### En club
Al-Gharafa SC
- Finaliste de la Coupe du Qatar : 2022

### En sélection
| Algérie - Coupe d'Afrique des nations - Vainqueur en 2019 |  | Algérie A' - Coupe arabe de la FIFA - Vainqueur en 2021 |

## Distinctions
- Élu meilleur joueur du mois du Paris FC en Août 2015 ، mars 2016 [20]
- Élu meilleur joueur de la saison 2014-2015 du Paris FC [21]
- Élu meilleur joueur du mois du Valenciennes FC en février 2018 [22]

## Décorations
- Achir de l'ordre du Mérite national d'Algérie.